# Stephen V. Grancsay
Stephen Vincent Grancsay (* 28. November 1897 in New York; † 26. März 1980 ebenda) war ein amerikanischer Waffenhistoriker.

## Leben
Nach Absolvierung der Highschool arbeitete er ab 1914 als Assistent von Bashford Dean an der Waffensammlung (Department of Arms and Armor) des Metropolitan Museum of Art in New York. Von 1929 bis zu seinem Ruhestand 1964 war er deren Leiter (Curator of Arms and Armor).

## Veröffentlichungen (Auswahl)
- The armour of Galiot de Genouilhac (= The Metropolitan Museum of Art Papers 4). Metropolitan Museum of Art, New York 1937.
- American engraved powder horns. A study based on the J. H. Grenville Gilbert Collection. Metropolitan Museum of Art, New York 1946.
- Master French gunsmiths’ designs of the XVII–XIX centuries. Winchester Press, New York 1970.
- Arms & armor. Essays from The Metropolitan Museum of Art Bulletin 1920–1964. Metropolitan Museum of Art, New York 1986, ISBN 0-87099-338-0 (gesammelte Schriften, darin S. 9ff. Lebensabriß).